# Ordine NKVD num. 00123
L'ordine NKVD numero 001223, noto anche in russo come Об оперативных мерах против антисоветских и социально враждебных элементов (Misure operative contro elementi antisovietici e socialmente ostili), erroneamente talvolta riportato: О высылке антисоветских элементов из Литвы, Латвии и Эстонии (sull'espulsione di elementi antisovietici dalla Lituania, dalla Lettonia e dall'Estonia), fu un ordine firmato da Lavrentij Pavlovič Berija l'11 ottobre 1939. In realtà, il titolo originale era "О введении единой системы оперативного учета антисоветских элементов, выявляемых агентурной разработкой", tradotto in "Procedure operative di conta di elementi antisovietici e stranieri".
Per molto tempo, il testo dell'ordine e il titolo esatto non risultarono disponibili e le informazioni su di esso rimasero scarne, soprattutto per quanto riguardava data e numero di protocollo. Risulta altresì arduo catalogare cronologicamente l'atto rispetto alle successive disposizioni dell'NKVD.
Tale incertezza ha spinto diversi studiosi a confondere l'ordine 00123 con le cosiddette istruzioni di Serov del 1941. Uno dei primi a scoprire l'errore fu lo storico finlandese Seppo Myllyniemi nel 1979.

## Contenuto
Nel 2012, lo storico russo Aleksandr Dyukov, in una sua grande raccolta di documenti emessi negli anni 1930 e 1940 del Novecento intitolata Накануне Холокоста. Фронт литовских активистов и советские репрессии в Литве, 1940 - 1941 гг. (ovvero Alla vigilia dell'Olocausto. Le prime operazioni degli attivisti lituani e le repressioni sovietiche in Lituania, 1940-1941) ha pubblicato il testo dell'ordine numero 001223. Nell'introduzione, basandosi sulla lettura dei documenti, Dyukov sostiene che le deportazioni erano in realtà un risultato indiretto del lavoro inefficiente eseguito dall'NKVD, che non riuscì a contrastare l'antisovietismo baltico fornendo posti di lavoro. L'ordine 001223 riguardava la compilazione di un elenco degli attivisti antisovietici. Allegata all'Ordine vi era una dettagliata disposizione burocratica su come eseguire la conta, firmata dal Capo del 1° Dipartimento Speciale dell'NKVD dell'URSS, il capitano della sicurezza di stato Petrov. (Начальник 1 Спецотдела НКВД СССР, Капитан государственной безопасности ПЕТРОВ).